# Kemecse

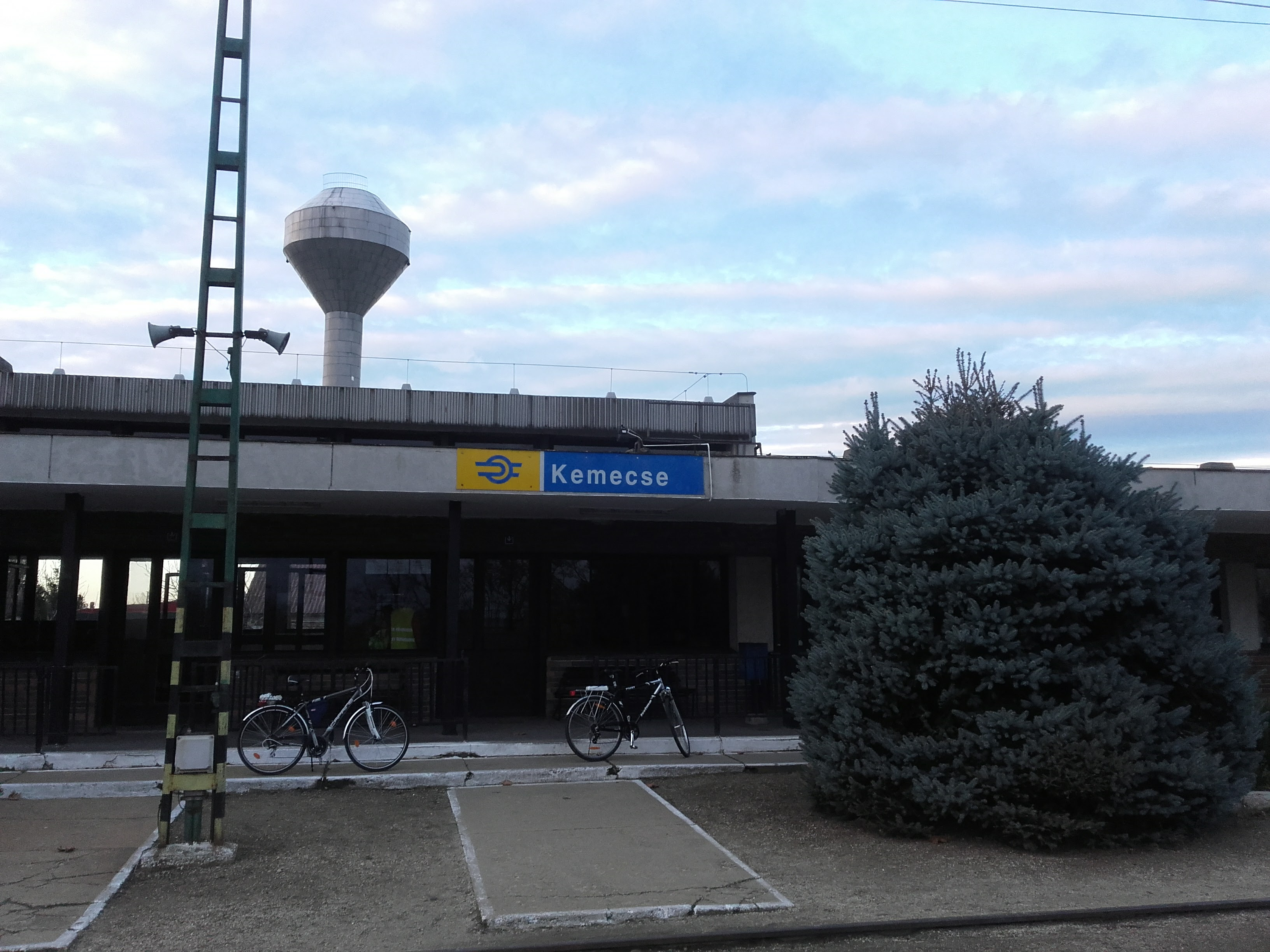
Järnvägsstationen i Kemecse.

Kemecse är en mindre stad i Ungern med 4 777 invånare (2019).